# Lagostomus
Lagostomus é um gênero de roedores da família Chinchillidae.

## Espécies
- Lagostomus crassus Thomas, 1910
- Lagostomus maximus (Desmarest, 1817)